# Travessia Salvador–Mar Grande
A travessia Salvador-Mar Grande é uma linha intermunicipal de transporte hidroviário no Brasil que atravessa a Baía de Todos os Santos para ligar a ilha de Itaparica ao continente. O serviço é realizado por lanchas e catamarãs que conectam, diretamente, dois municípios da Região Metropolitana de Salvador, no estado brasileiro da Bahia. Os terminais da travessia Terminal Turístico Náutico da Bahia (TTNB) e Terminal Hidroviário de Vera Cruz estão respectivamente situados no bairro do Comércio em Salvador no continente e em Mar Grande em Vera Cruz na ilha. As embarcações são operadas pelas empresas da Associação dos Transportadores Marítimos da Bahia (ASTRAMAB).
A travessia tem duração média de 40 minutos. Tem a demanda média de quatro mil passageiros ao dia, chegando a dez mil diários no período da alta temporada.
Na rede de transportes estadual, a travessia integra o Sistema de Transporte Hidroviário Intermunicipal de Passageiros e Veículos do Estado da Bahia (SHI), definido pela lei estadual da Bahia n. 12 044, de 4 de janeiro de 2011. Essa é uma das rotas marítimas entre Salvador e a ilha, havendo também o serviço por balsas (ferry-boats) entre São Joaquim, em Salvador, para Bom Despacho, em Itaparica, outro município localizado na ilha de Itaparica.

## Naufrágio
O naufrágio da Cavalo Marinho I ocorreu às 6h44 do dia 24 de agosto de 2017 nas águas da Baía de Todos-os-Santos, no estado brasileiro da Bahia. Durante a Travessia Salvador–Mar Grande, a lancha "Cavalo Marinho I" saiu às 6h30 do Terminal Marítimo de Mar Grande, em Vera Cruz, Ilha de Itaparica, e naufragou com mais de 116 passageiros e 4 tripulantes a bordo no percurso com destino a Salvador. Já segundo a Associação de Expedidores Marítimos da Bahia, 133 pessoas, sendo 129 passageiros e 4 tripulantes estavam a bordo no momento do acidente. O acidente ocasionou 23 mortes, segundo o jornal El País, e, segundo o jornal Extra, dezoito mortes e grande comoção.